# بلاك أوبس إنترتنمنت
بلاك أوبس إنترتنمنت (بالإنجليزية: Black Ops Entertainment)، هي شركة أمريكية سابقة، وكانت الشركة قامت بتطوير ونشر ألعاب فيديو، تأسست الشركة سنة 1994، وأعلنت حلها سنة 2006، وكانت مقرها في سانتا مونيكا بولاية كاليفورنيا الأمريكية.